# Air Dilijans
Air Dilijans (Armeens: Էյր Դիլիջանս) is een luchtvaartmaatschappij uit Armenië, die in 2015 onder de naam Aircompany Armenia werd opgericht na het faillissement van Armavia in 2013. De maatschappij is met Georgian Airways onderdeel van de Georgian Airlines Group.

## Geschiedenis
Air Dilijans werd op 25 november 2015 onder de naam Aircompany Armenia opgericht door Tamaz Gaisjvili, oprichter en aandeelhouder van Georgian Airways, en Robert Oganesian nadat Armavia alle vluchten had opgeschort. Het hoofdkantoor is gevestigd in Jerevan. Medio 2016 begon de maatschappij vluchten uit te voeren naar Rusland. De maatschappij werkt samen met Georgian Airways door onder meer onderlinge uitwisseling van toestellen.
Tijdens de Russische boycot op vluchten tussen Rusland en Georgië in de periode 2019-2023, voerde Aircompany Armenia de vluchten van Tbilisi - Moskou-Vnoekovo uit voor Georgian Airways via Jerevan. Er is een codeshare-overeenkomst tussen beide maatschappijen.
In 2023 veranderde Aircompany Armenia de naam naar Air Dilijans omdat de oorspronkelijke naam te algemeen was en tot verwarring onder Armeense reizigers zorgde. Later dat jaar staakte Air Dilijans haar operaties. De maatschappij verloor begin 2025 het certificaat om te mogen vliegen, nadat het laatste toestel was verkocht aan zustermaatschappij Georgian Airways.

## Bestemmingen
Anno 2025 onderhoudt Air Dilijans vanuit Luchthaven Zvartnots geen vluchten meer.
|                | Bestemmingen |
| -------------- | ------------ |
| Binnenlands    | -            |
| Internationaal |              |

## Vloot

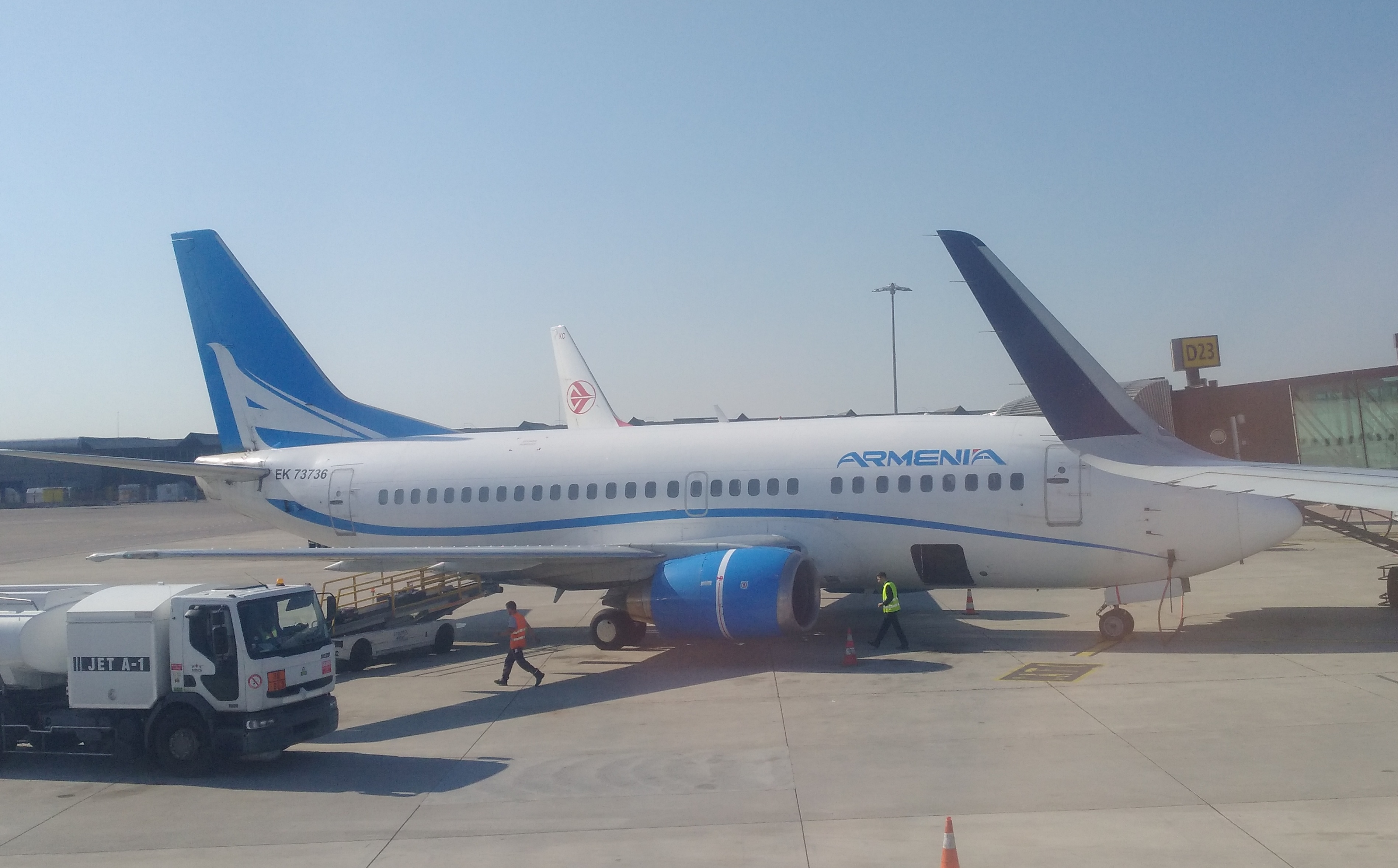
Boeing 737-500 op Lyon-Saint-Exupéry Airport (2018)

Air Dilijans had anno januari 2025 geen vliegtuigen op naam staan.
| Type   | Aantal | Orders | Passagiers | Passagiers | Passagiers | Opmerkingen |
| Type   | Aantal | Orders | J          | Y          | Totaal     | Opmerkingen |
| ------ | ------ | ------ | ---------- | ---------- | ---------- | ----------- |
|        |        |        |            |            |            |             |
| Totaal | 0      | 0      |            |            |            |             |